# Lijst van rijksmonumenten in 't Woudt
De plaats 't Woudt telt 9 inschrijvingen in het rijksmonumentenregister. Hieronder een overzicht.
| Object | Oorspronkelijke functie? | Bouwjaar                      | Architect | Locatie         | Coördinaten?                  | Nr.?  | Afbeelding                                                               |
| --- | ------------------------ | ----------------------------- | --------- | --------------- | ----------------------------- | ----- | ------------------------------------------------------------------------ |
| Dorpskerk | Kerk en kerkonderdeel    | eerste helft 14e eeuw (toren) |           | 't Woudt 23Ongd | 51° 59' 47" NB, 4° 17' 39" OL | 33389 | Meer afbeeldingen                                                        |
| Linde Hoeve | Boerderij                | 1665                          |           | 't Woudt 9      | 51° 59' 42" NB, 4° 17' 36" OL | 33390 | Meer afbeeldingen                                                        |
| Hoeve op L-vormige plattegrond onder pannen daken. Daklijst met consoles                                                                                       | Boerderij                | 17e eeuw                      |           | 't Woudt 17     | 51° 59' 45" NB, 4° 17' 37" OL | 33391 | Hoeve op L-vormige plattegrond onder pannen daken. Daklijst met consoles |
| Witgepleisterde boerderij onder hoog, met pannen gedekt schilddak en twee dakkapellen                                                                          | Boerderij                | 18e eeuw                      |           | 't Woudt 21     | 51° 59' 45" NB, 4° 17' 38" OL | 33392 | Meer afbeeldingen                                                        |
| Voormalige school met meesterwoning | Dienstwoning             | 1772 (jaartalsteen)           |           | 't Woudt 23     | 51° 59' 46" NB, 4° 17' 38" OL | 33393 | Meer afbeeldingen                                                        |
| Hoeve op ongeveer t-vormige plattegrond, ontstaan door verscheidene vergrotingen. Dakbedekking riet en pannen. Ten dele nog ontlastingsbogen boven de vensters | Boerderij                | 17e-18e eeuw                  |           | 't Woudt 6      | 51° 59' 43" NB, 4° 17' 39" OL | 33394 | Meer afbeeldingen                                                        |
| Pastorie | Woonhuis                 | midden 19e eeuw               |           | 't Woudt 10     | 51° 59' 47" NB, 4° 17' 43" OL | 33395 | Meer afbeeldingen                                                        |
| Boerderij met rieten wolfdak en zesruitsschuiframen | Boerderij                | midden 19e eeuw               |           | Woudseweg 134   | 51° 59' 50" NB, 4° 19' 6" OL  | 33396 | Meer afbeeldingen                                                        |
| Huize 't Woud | Boerderij                | 17e eeuw 1764 (renovatie)     |           | Woudseweg 180   | 51° 59' 37" NB, 4° 17' 18" OL | 33397 | Meer afbeeldingen                                                        |